# Khí hậu Sao Thiên Vương

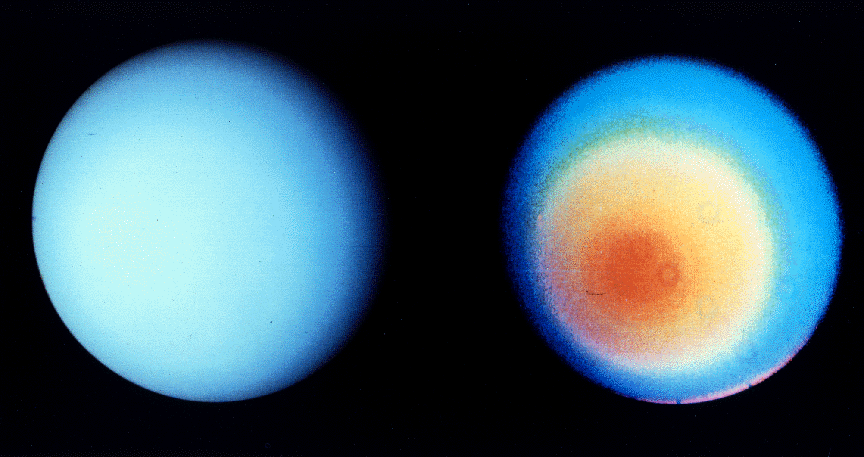
Bán cầu nam của Sao Thiên Vương ở màu tự nhiên gần đúng của nó (bên trái) và ở bước sóng dài hơn (bên phải), cho thấy những dải mây nhạt của nó

Khí hậu Sao Thiên Vương bị ảnh hưởng nặng nề bởi cả việc thiếu nội nhiệt, thứ làm giới hạn các hoạt động khí quyển của nó, và bởi hiện tượng nghiêng trục cực độ, thứ gây ra những biến đổi theo mùa dữ dội, của Sao Thiên Vương. Bầu khí quyển của Sao Thiên Vương thì ôn hòa một cách đặc biệt so với những hành tinh khí khổng lồ khác, còn những đặc điểm khác thì tương tự. Khi Voyager 2 bay ngang qua Sao Thiên Vương vào năm 1986, nó quan sát thấy tổng cộng mười đặc điểm mây xuyên suốt cả hành tinh. Các quan sát sau đó từ mặt đất hoặc bởi Kính viễn vọng không gian Hubble thực hiện vào những năm 1990 và 2000 đã hé lộ những đám mây sáng ở bán cầu bắc (mùa đông). Vào năm 2006 một điểm tối tương tự như Điểm Tối Lớn trên Sao Hải Vương đã được phát hiện.

## Thay đổi theo mùa

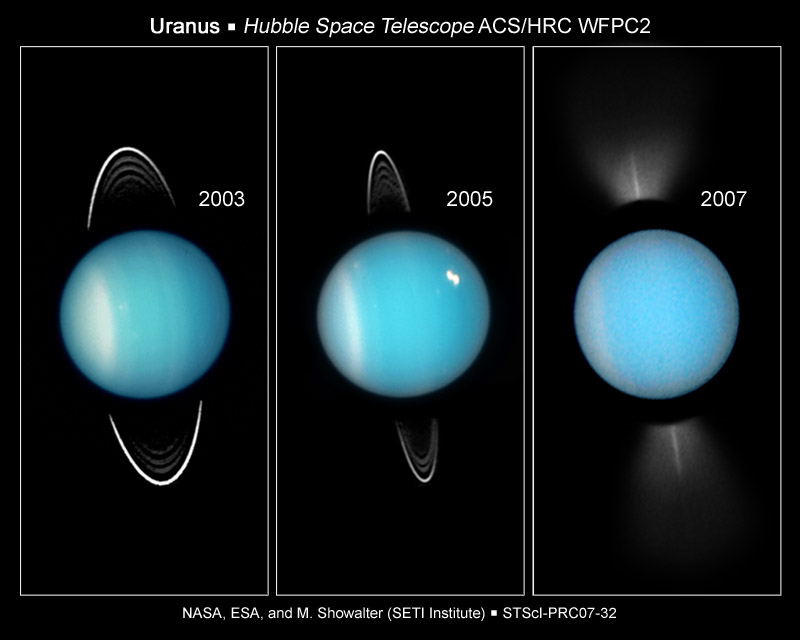
Ảnh HST cho thấy những thay đổi ở khí quyển Sao Thiên Vương khi nó tiến đến gần điểm phân (ảnh phải)

Quyết định bản chất của việc thay đổi theo mùa này thì khó do những dữ liệu tốt về bầu khí quyển Sao Thiên Vương thì ít hơn 84 năm Trái Đất, tức một năm Sao Thiên Vương. Tuy nhiên đã có một vài khám phá. Phép đo sáng kéo dài một nửa năm Sao Thiên Vương (bắt đầu vào những năm 1950) đã cho thấy những thay đổi thường xuyên ở độ sáng của hai dải quang phổ, theo đó tối đa xảy ra vào điểm chí và tối thiểu xảy ra vào điểm phân. Việc đo nhiệt độ tầng bình lưu đã diễn ra bắt đầu từ những năm 1970 và cũng cho thấy những giá trị tối đa gần điểm chí năm 1986.